# تقسیمات کشوری روسیه

نقشه واحدهای فدرال روسیه

تقسیمات کشوری فدراسیون روسیه نسبتاً پیچیده و تا حد قابل توجهی متفاوت از دیگر کشورهاست. روسیه یک کشور فدرال است و تقسیمات کشوری آن برگرفته از تقسیمات جمهوری شوروی فدراتیو سوسیالیستی روسیه است که در سال ۱۹۹۱ از اتحاد جماهیر شوروی اعلام استقلال کرد.

## واحدهای فدرال
بر اساس اصل ۶۵ قانون اساسی روسیه (مصوب ۱۹۹۳) فدراسیون روسیه از تعدادی واحد فدرال تشکیل می‌شود. در سال ۱۹۹۳، زمانی که قانون اساسی روسیه رسمی شد، ۸۹ تقسیم‌بندی فدرال وجود داشت اما تا سال ۲۰۰۸ به خاطر ادغام بین قسمت‌ها این تعداد به ۸۳ تقسیم‌بندی کاهش یافت.
با الحاق جمهوری کریمه و شهر فدرال سواستوپل در مارس ۲۰۱۴ میلادی و جمهوری خلق دونتسک، جمهوری خلق لوهانسک، استان خرسون و استان زاپوریژیا در سال ۲۰۲۰ از خاک اوکراین به فدراسیون روسیه، تعداد واحدهای فدراسیون روسیه به ۸۹ عدد افزایش یافته که البته از لحاظ بین‌المللی به رسمیت شناخته نشده‌اند.
این ۸۹ واحد فدرال به ۶ نوع مختلف با میزان خودگردانی متفاوت تقسیم شده‌اند و تعداد آن‌ها به این شرح است:
- ۲۱ جمهوری + ۳ جمهوری مورد مناقشه (کریمه، دونتسک و لوهانسک)
- یک استان خودمختار (استان خودگردان یهودی)
- ۴ ناحیه خودگردان
- ۹ سرزمین
- ۴۶ استان + ۲ استان مورد مناقشه (خرسون و زاپوریژیا)
- ۲ شهر فدرال مسکو و سن پترزبورگ + یک شهر فدرال مورد مناقشه (سواستوپل)

تمامی این واحدهای فدرالی دو نماینده در شورای فدراسیون روسیه دارند. این شورا مجلس علیای مجمع فدرال ـ معادل مجلس سنا در نظام قانون‌گذاری روسیه ـ است. اما از نظر میزان خودگردانی با یکدیگر تفاوت دارند.
ناحیه‌های خودمختار از این نظر با بقیه واحدهای فدرال تفاوت دارند که در عین حال که خود از اعضای فدراسیون روسیه محسوب می‌شوند، زیرمجموعه یک واحد فدرالی دیگر هم هستند. البته ناحیه خودمختار چوکوتکا یک استثنا است که در هیج واحد فدرال دیگری قرار ندارد و خود به تنهایی یک واحد فدرال است.
هر یک از این واحدهای فدرال قوه قانون‌گذاری و قوه اجرایی خود را دارند اما قوانین آنها نباید مغایر با قوانین دولت فدرال باشد (اصل ۷۹ قانون اساسی روسیه). وضع حقوقی هیچ‌یک از این واحدهای فدرال بدون موافقت آنها تغییر نخواهد کرد (اصل ۶۷). جمهوری‌های خودمختار این حق را دارند که علاوه بر زبان رسمی فدرال (زبان روسی) یک یا چند زبان دیگر را هم به عنوان زبان رسمی برای استفاده در ارگان‌ها و موسسات دولتی تعیین کنند (اصل ۶۸).

### الحاق کریمه به روسیه
در جریان بحران ۲۰۱۴ کریمه روسیه کنترل نظامی این شبه‌جزیره در جنوب اوکراین را به دست گرفته و دولت محلی هوادار روسیه در این منطقه با سرپیچی از دولت اوکراین اعلام استقلال کرده و جمهوری کریمه را به عنوان یک کشور مستقل تشکیل داد. جمهوری کریمه که تنها روسیه آن را به رسمیت شناخته در ۱۶ مارس ۲۰۱۴ با برگزاری یک همه‌پرسی به الحاق به روسیه رای داد و دو روز بعد در ۱۸ مارس معاهده‌ای میان جمهوری کریمه و روسیه به امضا رسید که بر اساس آن جمهوری کریمه به عنوان یک جمهوری خودمختار و شهر سواستوپل (که داخل شبه‌جزیره کریمه قرار دارد) به عنوان یک شهر فدرال به عضویت فدراسیون روسیه در می‌آیند.
به این ترتیب از ماه مارس سال ۲۰۱۴ تعداد جمهوری‌های خودمختار روسیه به ۲۲ و تعداد شهرهای فدرال آن به ۳ شهر افزایش یافت. هرچند هنوز جامعه بین‌المللی این تحول را به رسمیت نشناخته و کریمه از نظر حقوق بین‌الملل همچنان بخشی از اوکراین محسوب می‌شود.
همچنین در سال ۲۰۲۰، ۲ جمهوری دونتسک و لوهانسک و ۲ استان خرسون و زاپوریژیا توسط روسیه از خاک اوکراین، ضمیمه شد.

## ناحیه‌های فدرال

نقشه ناحیه‌های فدرال روسیه

ولادیمیر پوتین رئیس‌جمهور روسیه در سال ۲۰۰۰ گروه دیگری را به نام ناحیه‌های فدرال روسیه به تقسیمات کشوری روسیه افزود. وی هشت ناحیه فدرال را برای فدراسیون روسیه معین کرده که هر یک از واحدهای فدرال در داخل یکی از آنها قرار می‌گیرند. اداره هر ناحیه فدرال بر عهده یک نماینده از طرف رئیس‌جمهور روسیه است. نقش این نماینده برقراری ارتباط میان مقامات واحدهای فدرال و مقامات حکومت فدرال در مسکو است و مسئولیت اصلی آن نظارت بر اجرای قوانین فدرال در هر یک از واحدهای فدرالی است.

## مناطق اقتصادی
فدراسیون روسیه به ۱۲ منطقه اقتصادی تقسیم می‌شود که هر یک از واحدهای فدرال در داخل یکی از آنها قرار می‌گیرند. مناطق اقتصادی به منظور سهولت در برنامه‌ریزی‌های اقتصادی و بررسی‌های آماری به تقسیمات کشوری فدراسیون روسیه افزوده شده‌اند.